# Brazil (EP)
Brazil é o segundo EP da cantora holandesa Loona. Lançado originalmente em 6 de junho de 2014 pela gravadora Sony Music Entertainment, apresenta versões de músicas brasileiras, como "Aquarela do Brasil" e "Copacabana".

## Trilhas sonora
1. "Brazil" (3:28)
2. "Dançando" (3:06)
3. "Mamboleo" (3:31)
4. "Copacabana" (3:19)
5. "Rio de Janeiro" (3:05)